# Кърман (град, Калифорния)
Кърман (на английски: Kerman) е град в окръг Фресно, щата Калифорния, САЩ. Кърман е с население от 14 932 жители (по приблизителна оценка от 2017 г.) и обща площ от 5,6 km². Намира се на 67 m надморска височина. ЗИП кодовете му са 93630, а телефонният му код е 559.